# Sideritis maireana
Sideritis maireana là một loài thực vật có hoa trong họ Hoa môi. Loài này được Font Quer & Pau miêu tả khoa học đầu tiên năm 1928.